# Sielec (Staszów)
Sielec ist eine Ortschaft mit einem Schulzenamt der Stadt-und-Land-Gemeinde Staszów im Powiat Staszowski der Woiwodschaft Heiligkreuz in Polen.

## Geschichte

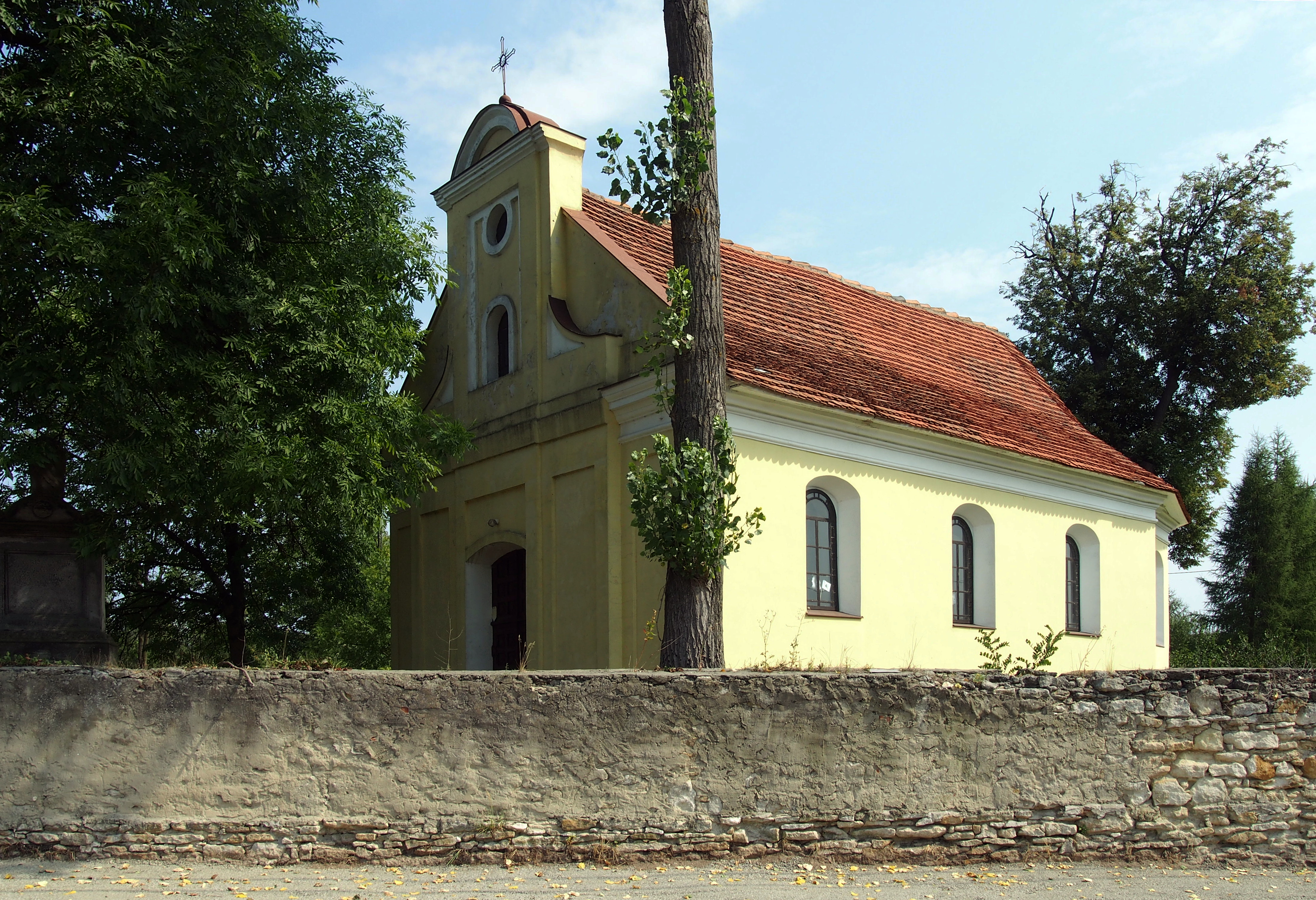
Ehemaliges reformiertes Bethaus, ab 1980 eine römisch-katholische Kapelle

Der Ort in der Woiwodschaft Sandomir, Kreis Wiślica wurde im Jahr 1579 erstmals urkundlich erwähnt. Die oft abwechselnden Ortsnamen Sie(d)lec (Singular) und Sie(d)lce (Plural) sind in Polen sehr verbreitet. Die Etymologie ist nicht immer klar, aber meistens wird sie als mit dem Wort siodło im Sinne siedlisko, siedziba (Ansiedlung, Sitz) verbunden erläutert.
Das Dorf gehörte zu Andrzej Gołuchowski, einem Anhänger der polnischen Reformation. Im 17. Jahrhundert war es im Besitz der reformierten bzw. kalvinischen Familie Dębicki. Die Bedeutung der reformierten Gemeinde stieg unter dem Pastor Daniel Stephanus und Samuel Cień und bestand bis zum 19. Jahrhundert. 1758 verkaufte Stanisław Dębicki die Güter von Łubnice mit Sielec an August Aleksander Czartoryski. Aus Sielec stammte auch die Familie Szefer, aus der 8 Generationen reformierter Pastoren in Kleinpolen kam.
Bei der Dritten Teilung Polens wurde Sielec 1795 mit Westgalizien an das Königreich Galizien und Lodomerien des habsburgischen Kaiserreichs angeschlossen. 1809 kam es ins Herzogtum Warschau und 1815 ins neu entstandene russisch beherrschte Kongresspolen. Bis zu den 1840er Jahren siedelten sich in der Umgebung um 500 deutsch-evangelische Siedler an (z. B. über 60 im benachbarten Oględów), die die polnische Kalvinisten zahlenmäßig überlegen waren. Die helvetische Gemeinde wurde damals geschlossen und durch die neue evangelisch-augsburgische Filialgemeinde von Radom in Jawor ersetzt wurden.
Nach dem Ende des Ersten Weltkriegs kam Sielec zu Polen. Im Jahr 1921 hatte Sielec in der Gemeinde Oględów im Powiat Stopnicki der Woiwodschaft Kielce 60 Häuser mit 399 Einwohnern, davon nur 21 Evangelische.
Im Zweiten Weltkrieg gehörte es zum Distrikt Radom im Generalgouvernement. Von 1975 bis 1998 gehörte Sielec zur Woiwodschaft Tarnobrzeg.